# Christopher Egan
Pour les articles homonymes, voir Egan.
Christopher Andrew "Chris" Egan, né le 29 juin 1984 à Sydney, est un acteur australien.

## Filmographie

### Cinéma
- 2006 : Eragon : Roran
- 2007 : Medieval Pie : Territoires vierges : Dioneo
- 2007 : Resident Evil: Extinction : Mikey
- 2009 : Crush : Julian
- 2010 : Lettres à Juliette : Charlie Wyman

### Télévision
- 2000-2003 : Summer Bay : Nick Smith
- 2002 : Home and Away: Secrets and the City : Nick Smith
- 2005 : Empire : Agrippa
- 2006 : Everwood : Nick Bennett
- 2006 : Alpha Male : Felix Methusulah
- 2006 : Vanished : Ben Wilson
- 2008 : Pretty/Handsome : Beckett
- 2009 : Kings : David Shepherd
- 2013 : Gothica
- 2014-2015 : Dominion : Alex Lannon